# 永木亮太
永木亮太（1988年6月4日—），日本足球運動員，現效力日職球隊湘南比馬，前日本國家足球隊成員。

## 俱樂部生涯
永木亮太曾经在川崎前锋青年队受训，不过在2010年转会湘南比马效力至2015年。
本赛季永木亮太在联赛出场33场打进4球，与高山薰并列队内头号射手，作为战术方面他亦是不可或缺的球员。
湘南中场队长永木亮太宣布留队，此前大阪樱花有意让其加盟但最终永木亮太拒绝了邀请。

## 國家隊生涯
效力于鹿岛鹿角的中场球员永木亮太的首次入选2016年10月参加2018年世界杯预选赛亚洲区最终阶段比赛的26人大名单。

## 外部連結
- 永木亮太 – FIFA國際賽競賽紀錄 (存檔)
- 日本職業足球聯賽中的永木亮太 （日語）
- （页面存档备份，存于） Profile at Kashima Antlers